# Sopečná zima
Sopečná zima (nebo též vulkanická zima) je termín označující ochlazení klimatu po sopečné erupci v důsledku vyvržení prachu a plynů (jako například SO2) do atmosféry. Řadí se sem například Tobská katastrofa či permské vymírání. Ovšem po erupci dochází také k oteplení klimatu vlivem plynů jako je vodní pára či CO2, což lze označit za sopečné léto (které ale trvá roky), ale závisí na dané erupci, jak velký efekt nastane.

## Supervulkán
V britském pořadu BBC Supervulkán byla nastíněna situace, kdy při extrémně silném výbuchu sopečného vulkánu, supervulkánu, dochází k vyvržení enormního množství sopečného popela, prachu a sopečných plynů do atmosféry. Kromě zasypání oblastí do vzdálenosti několik set kilometrů od místa výbuchu, zde došlo i k vyvržení tohoto materiálu do horních vrstev atmosféry, což na některých místech znamenalo ochlazení v krátkodobém měřítku a v některých místech až o 20 °C. Následovala globální změna světového klimatu, což vedlo k lokálním kolapsům zemědělství.
Starý, ale stále aktivní supervulkán je například i v Yellowstoneu.

## Vliv erupcí

Globální průměrná teplota od roku 1880. Změna globální teploty je neznatelná a u erupcí stupně VEI 6 nebyla větší než 0,2 °C. Zdroj:NASA GISS

Tento jev může nastat i u vysokoenergetických sopečných erupcí, kdy pyroklastické mračno vystoupá až do stratosféry. Zde sopečné plyny, konkrétně převážně oxid siřičitý (SO2) a sulfan (H2S), reagují s vodní párou, čímž vznikají 1–2 μm drobné kapičky kyseliny sírové, takzvaný aerosol. Tyto částice mají schopnost zůstat v atmosféře 2 až 3 roky a oproti prachovým částicím mají až 10 desetkrát větší schopnost blokovat dopadající sluneční záření. Přítomnost aerosolu kyseliny sírové tak zvyšuje odrazivost Země, tzv. albedo, což se projevuje tím, že se od částeček odráží mnohem více světelného záření zpět do kosmu. Tím zemský povrch nedostává obvyklý přísun energie, načež se ochlazuje.
Sopečná erupce také může díky zvětrávání hornin stahovat skleníkové plyny z atmosféry, a tak stabilizovat klima.
Erupce Los Chocoyos, která nastala přibližně před 80 tisíci lety, ovlivnila klima na několik desetiletí. Tobská katastrofa (stupeň VEI 8), ke které došlo před více než 70 tisíci let, měla pravděpodobně vliv na globální klima pouze 1 °C. Roku 1257 erupce stupně VEI 7 sopky Samalas (Lombok) vedla sice k ochlazení (menším než 1 °C), ale nebyla příčinnou globální krize. Například erupce sopek Krakatoa či Pinatubo (obě stupně VEI 6) v roce 1883 respektive 1991 tak měly podle jistých propočtů způsobit celosvětový pokles průměrné teploty o 1,2 °C resp. 0,5 °C. Ovšem instrumentální záznamy teplot takové globální poklesy teplot nezaznamenaly. Odpovídá to i tomu, že při impaktu, který vytvořil Chicxulubský kráter, bylo vyvrženo několika tisíckrát více plynů, ale odhad ochlazení je zhruba o 30 °C, takže u erupcí stupně VEI 6 nelze očekávat ochlazení větší než 0,1 °C. Obdobná situace by mohla nastat (či v historii možná nastala) při zvýšené sopečné aktivitě, která by zasáhla více míst světa.